# Szöszös tányérosgereben
A szöszös tányérosgereben (Steccherinum ochraceum) a Steccherinaceae családba tartozó, az egész világon előforduló, lombos fák elhalt törzsén, ágain élő, nem ehető gombafaj. 

## Megjelenése
A szöszös tányérosgereben termőteste általában 0,5-2 mm vastag bevonatot képez a korhadó fán, amely eleinte kb 3 cm széles, de idővel felülete több deciméteres is lehet. Széle sokszor kissé kiemelkedik, ritkán kalapszerű képződményeket fejleszt, sőt elvétve még tönköt is.  
Termőrétegét sűrűn összezsúfolt, apró (1,5-3 mm hosszú) tüskék alkotják. Színe fiatalon narancsszínű, idősen sárgásra vagy barnásra fakul. 
Terméketlen felső (vagy  a rétegszerű alak esetén alsó) oldala szőrös-bársonyos, többé kevésbé koncentrikusan zónázott. Színe szürkés, barnás vagy fehéres; csipkézett széle fehér. 
Ha tönköt fejleszt, az kb. 0,8 cm hosszú és 0,2 cm vastag is lehet. Színe a felső oldalával egyezik meg. 
Húsa szívós, bőrszerű, színe fehéres. Szaga és íze nem jellegzetes. 
Spórapora fehér. Spórája ellipszis alakú, sima, inamiloid, mérete 3,5-5 x 2-2,5 µm.

## Elterjedése és termőhelye
Kozmopolita faj, az Antarktisz kivételével, minden kontinensen megtalálható. 
Lombos fák (ritkán fenyők) korhadó törzsén, ágain él, azok anyagában fehérkorhadást okoz. Nyáron és ősszel fejleszt termőtestet.

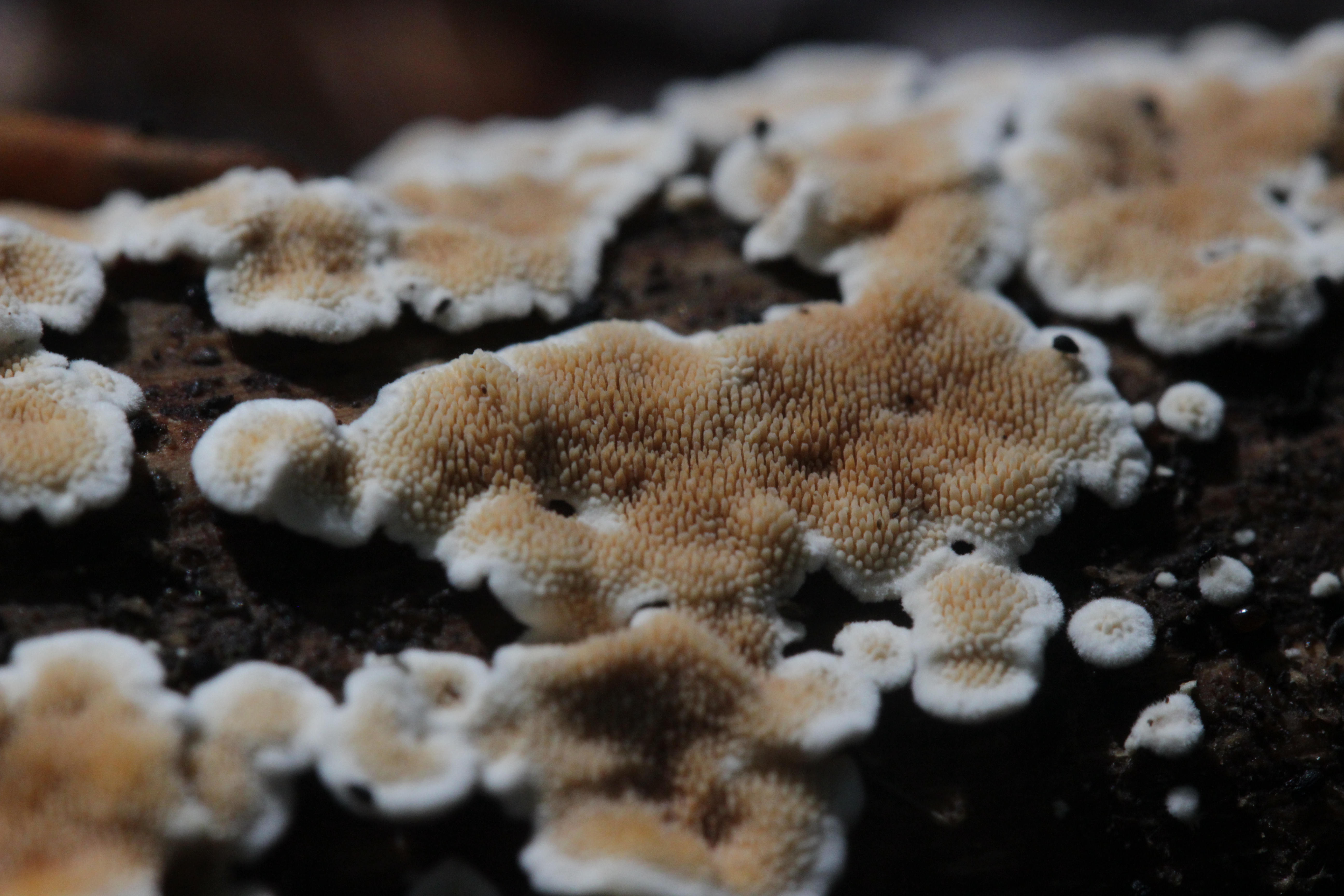
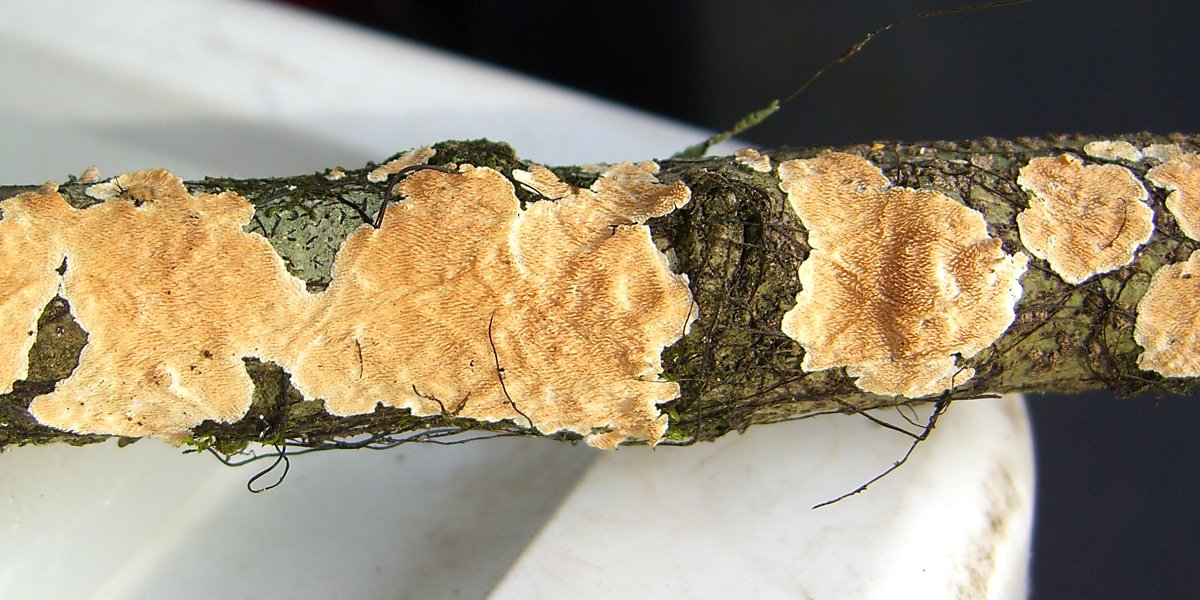
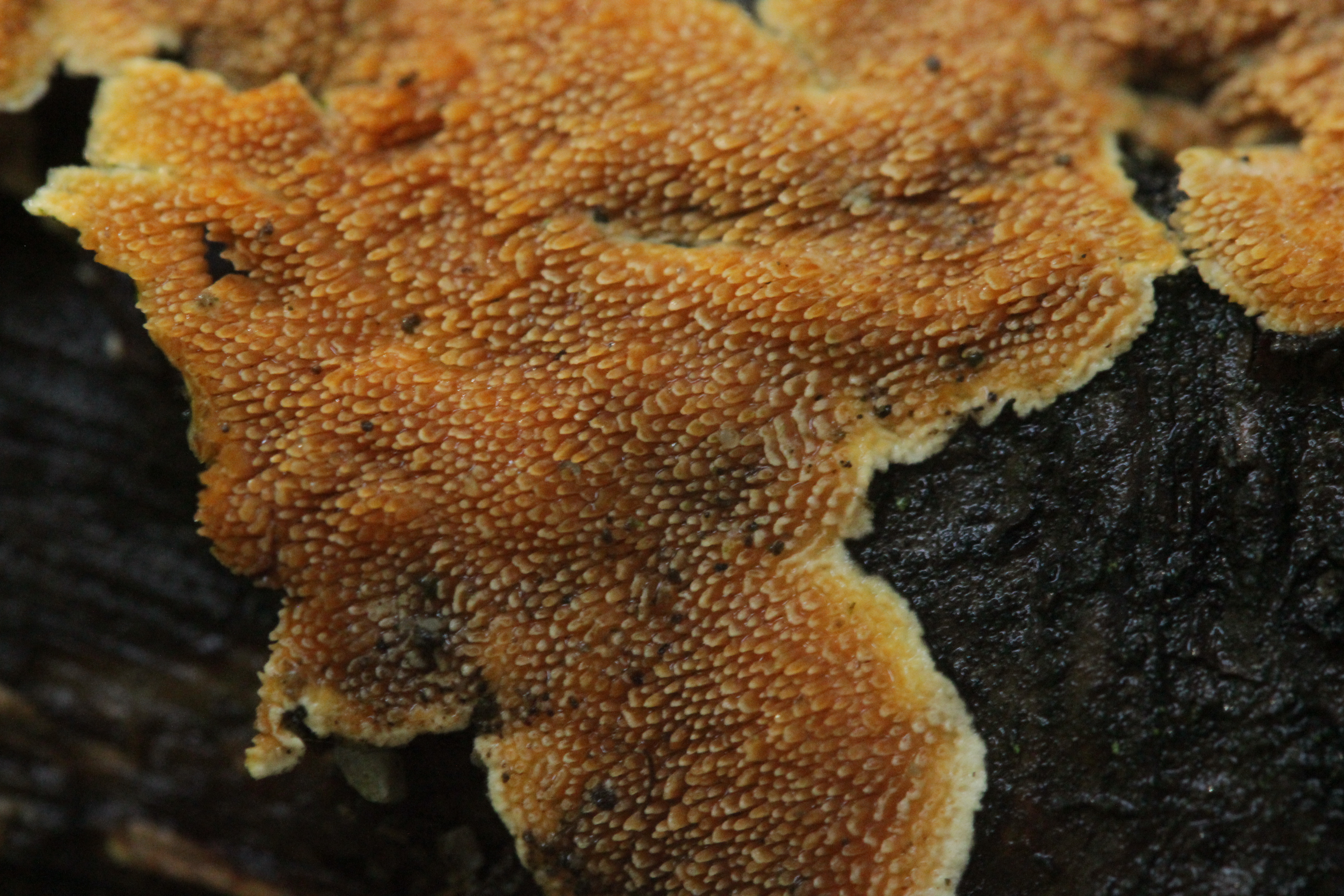
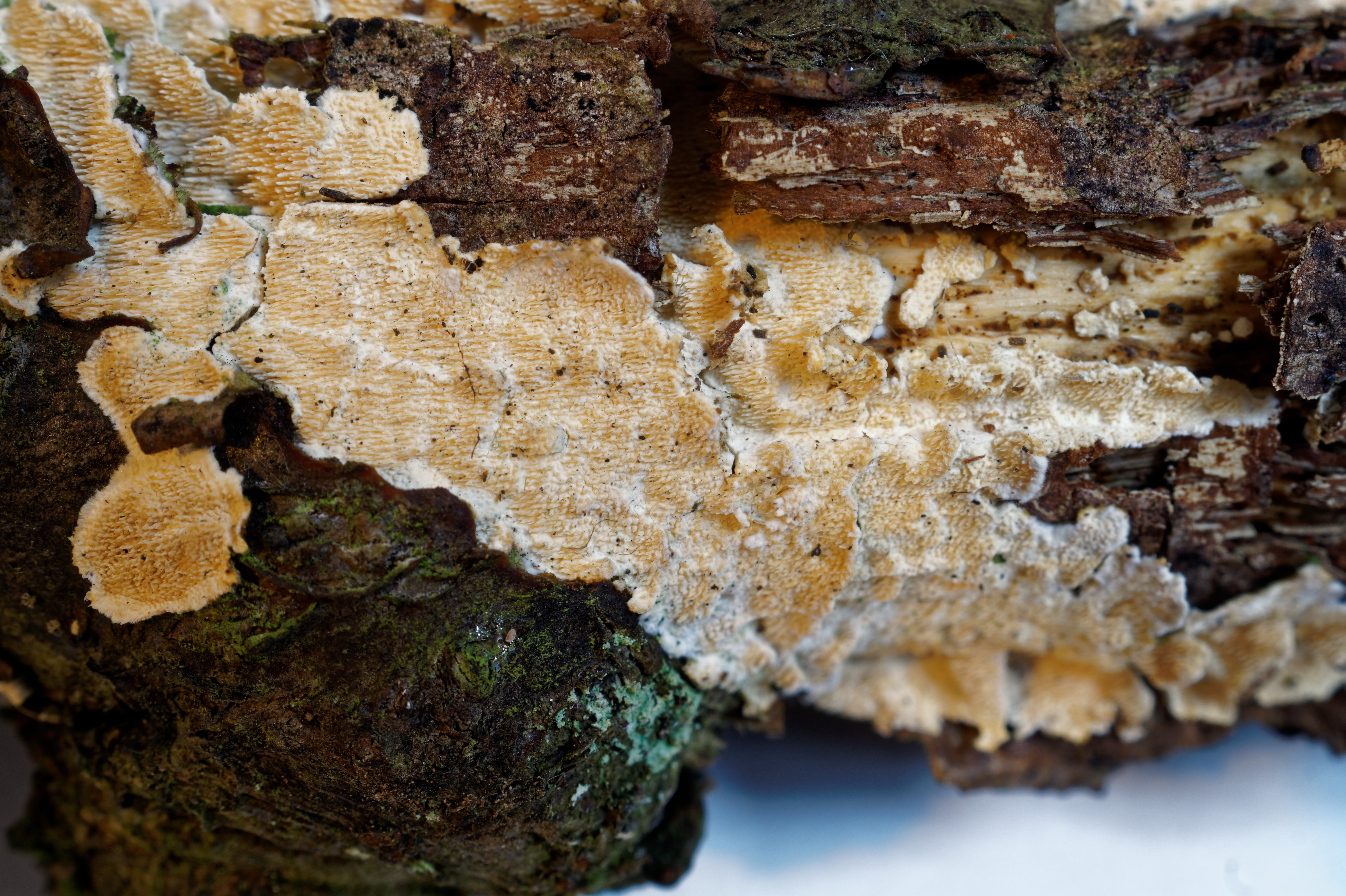
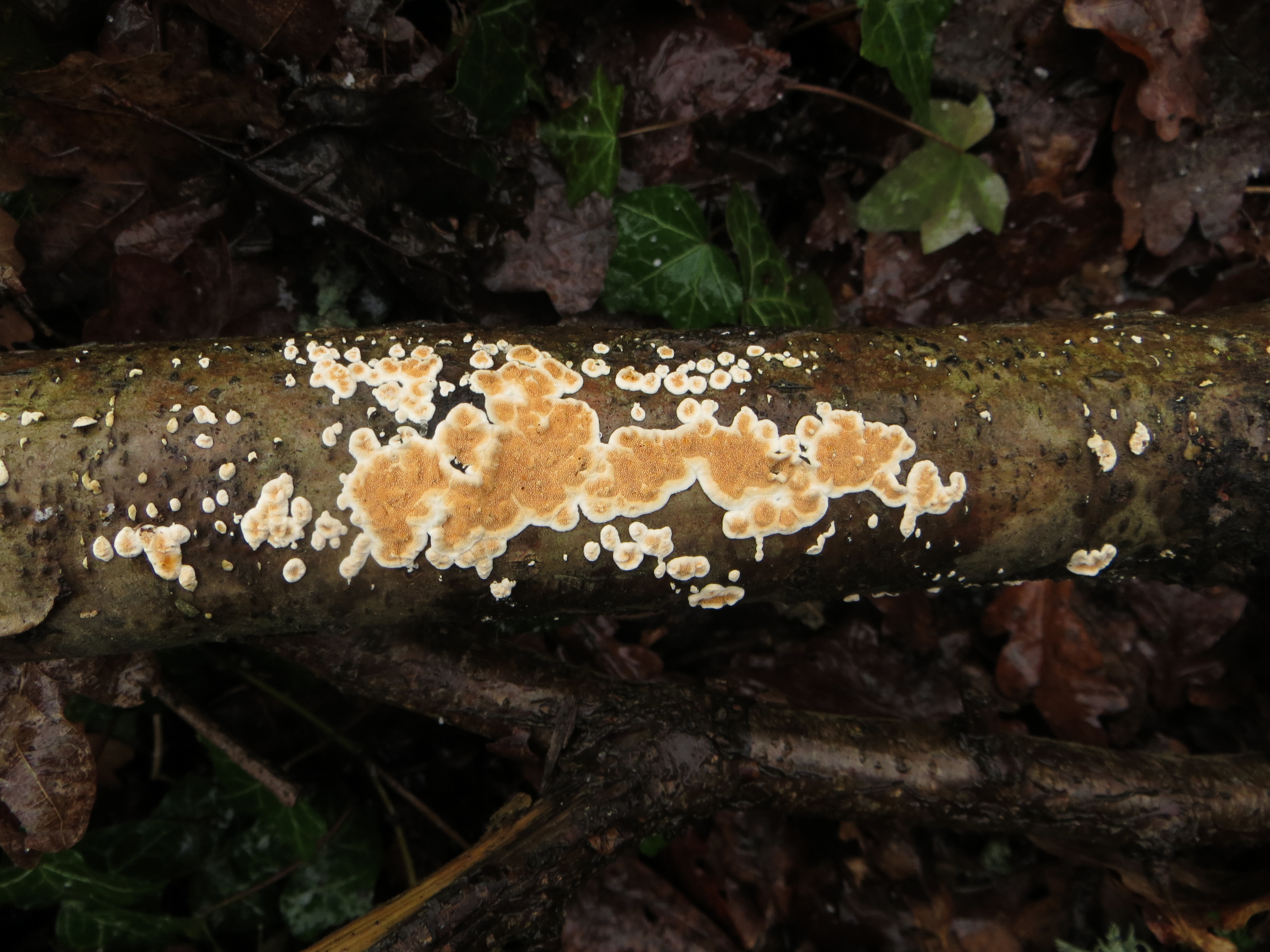

Nem ehető. 